# Dandikere, Mysore
Dandikere là một làng thuộc tehsil Mysore, huyện Mysore, bang Karnataka, Ấn Độ.